# Batrachorhina flavoapicalis
Batrachorhina flavoapicalis är en skalbaggsart som beskrevs av Stefan von Breuning 1970. Batrachorhina flavoapicalis ingår i släktet Batrachorhina och familjen långhorningar.
Artens utbredningsområde är Nigeria. Inga underarter finns listade.